# Подвір'я на честь Святих Праотців
Подвір'я на честь Святих Праотців, або Монастир Святої Трійці, — православний чоловічий монастир, подвір'я Російської духовної місії в Єрусалимі Московського патріархату в Хевроні, в 3 км на північний захід від печери Махпела в Ерец Ісраель, на Західному березі річки Йордан (Палестинська автономія) Ізраїль.
На території монастиря знаходиться Мамрійський дуб, під яким, за переказами, Авраам приймав трьох ангелів, які прийшли до нього.

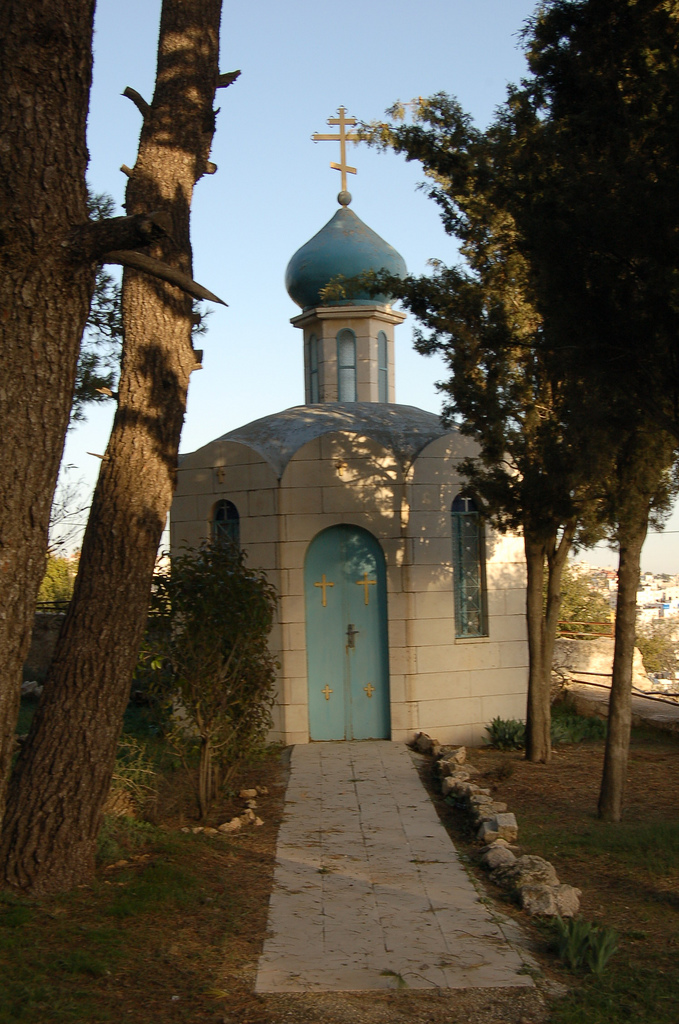
Каплиця, що примикає до монастиря близ дуба Мамрé

Раніше на цьому місці знаходився храм візантійської епохи, побудований імператрицею Оленою.

## Історія
У 1868 році начальник Російської духовної місії в Єрусалимі архімандрит Антонін (Капустін) придбав ділянку землі, на якій зростав виявлений їм Мамрійський дуб.
22 травня 1871 року у дуба була вперше відслужена Божественна літургія.
Недалеко від древньої святині у 1874 році стараннями отця Антоніна був побудований кам'яний двоповерховий будинок для паломників. Місце стало залучати російських паломників, і поступово площа володінь Російської духовної місії розширювалася.
Через складну ситуацію в місті, де проживали переважно мусульмани, питання про будівництво храму було підняте лише у 1904 році начальником Російської духовної місії архімандритом Леонідом (Сенцовим). З 1906 по 1914 рік місія намагалася отримати турецький фірман на будівництво та освячення храму. У 1914 році тут збудовано храм Святих праотців — останній російський храм Святої Землі, зведений до перевороту 1917 року.
На початку 1920-х років, після того, як зв'язок з Російською Церквою на батьківщині перервався, ділянка з усіма будівлями (разом з Російською духовною місією) перейшла у відання Російської церкви закордоном.
31 травня 1925 року патріархом Єрусалимським Даміаном монастирський храм освячено на честь святих Праотців, південний приділ в ім'я Пресвятої Трійці і північний боковий приділ в ім'я святителя Миколая. Недалеко від храму збудували двоповерховий будинок для паломників.
5 червня 1997 року через політичну доцільність монастир за сприяння Ясіра Арафата був переданий Московському патріархату.

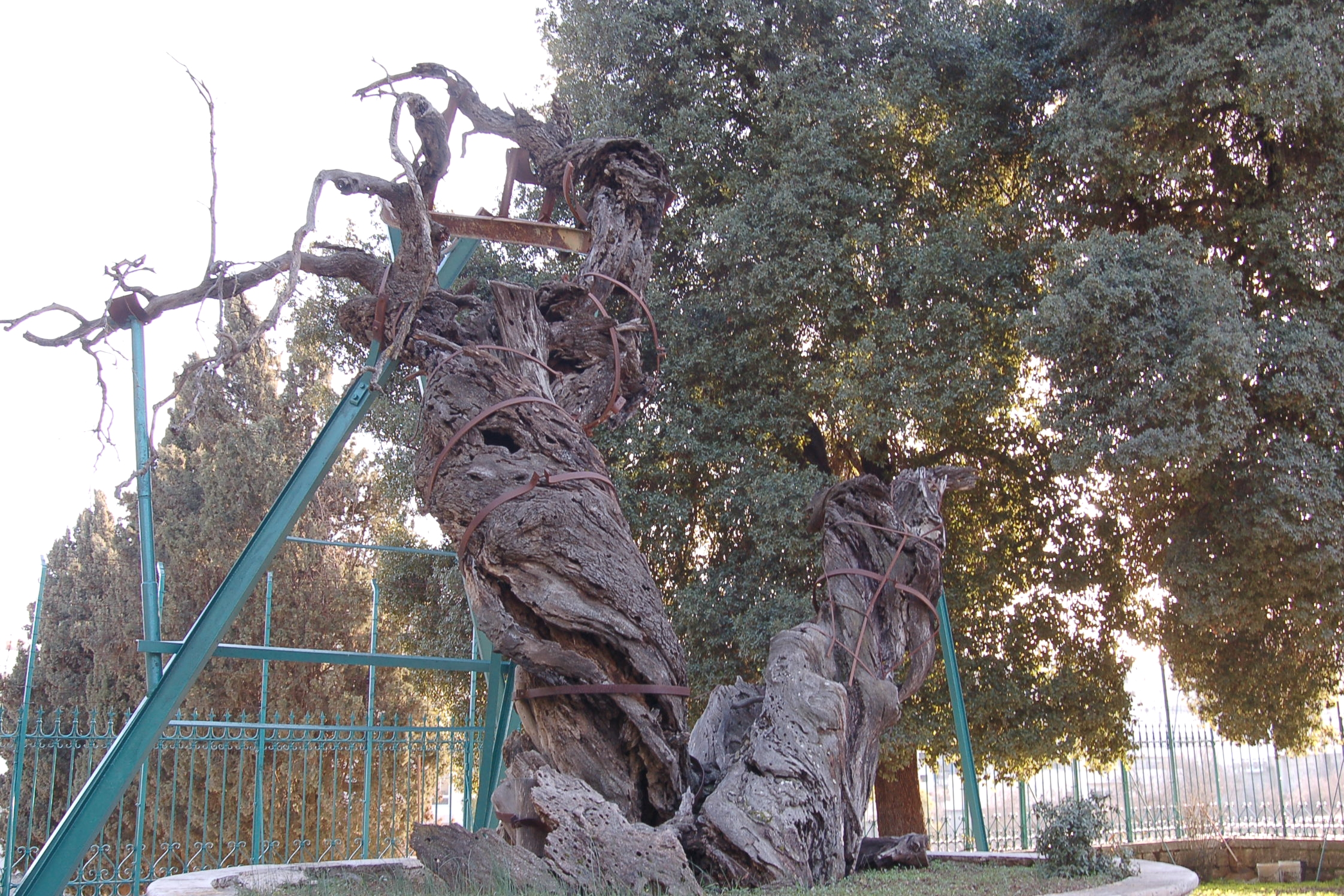
Дуб Авраама (дуб Мамре)
станом на 2008 рік

Поблизу з монастирем збудовано готель для прочан. Це місце залишається популярним центром паломництва. Його традиція — святкування Свяої Літургії у Дуба Авраама на третій день після Свята Святої Трійці. Ця літургія святкується в цьому місці і сьогодні, хоча з часом дуб помер.

## Додаткова література
- P. Paszkiewicz, W służbie Imperium Rosyjskiego 1721—1917. Funkcje i treści ideowe rosyjskiej architektury sakralnej na zachodnich rubieżach Cesarstwa i poza jego granicami, Warszawa 1999, Warszawa, Instytut Sztuki PAN, ISBN 83-85938-13-3(пол.)